# عشرت أباد (كاشمر)
عشرت‌ أباد هي قرية في مقاطعة كاشمر، إيران. عدد سكان هذه القرية هو 1,272 في سنة 2006.